# 刘子正
刘子正（1914年—），男，山东莱芜人，中华人民共和国政治人物，曾任浙江省高级人民法院院长，浙江省人大常委会副主任。